# Raoul Petite
Pour les articles homonymes, voir Petite.
 (février 2020).
Si vous disposez d'ouvrages ou d'articles de référence ou si vous connaissez des sites web de qualité traitant du thème abordé ici, merci de compléter l'article en donnant les références utiles à sa vérifiabilité et en les liant à la section « Notes et références ».
Raoul Petite est un groupe de rock français créé en 1979 à Apt dans le Luberon (Vaucluse).

## Historique

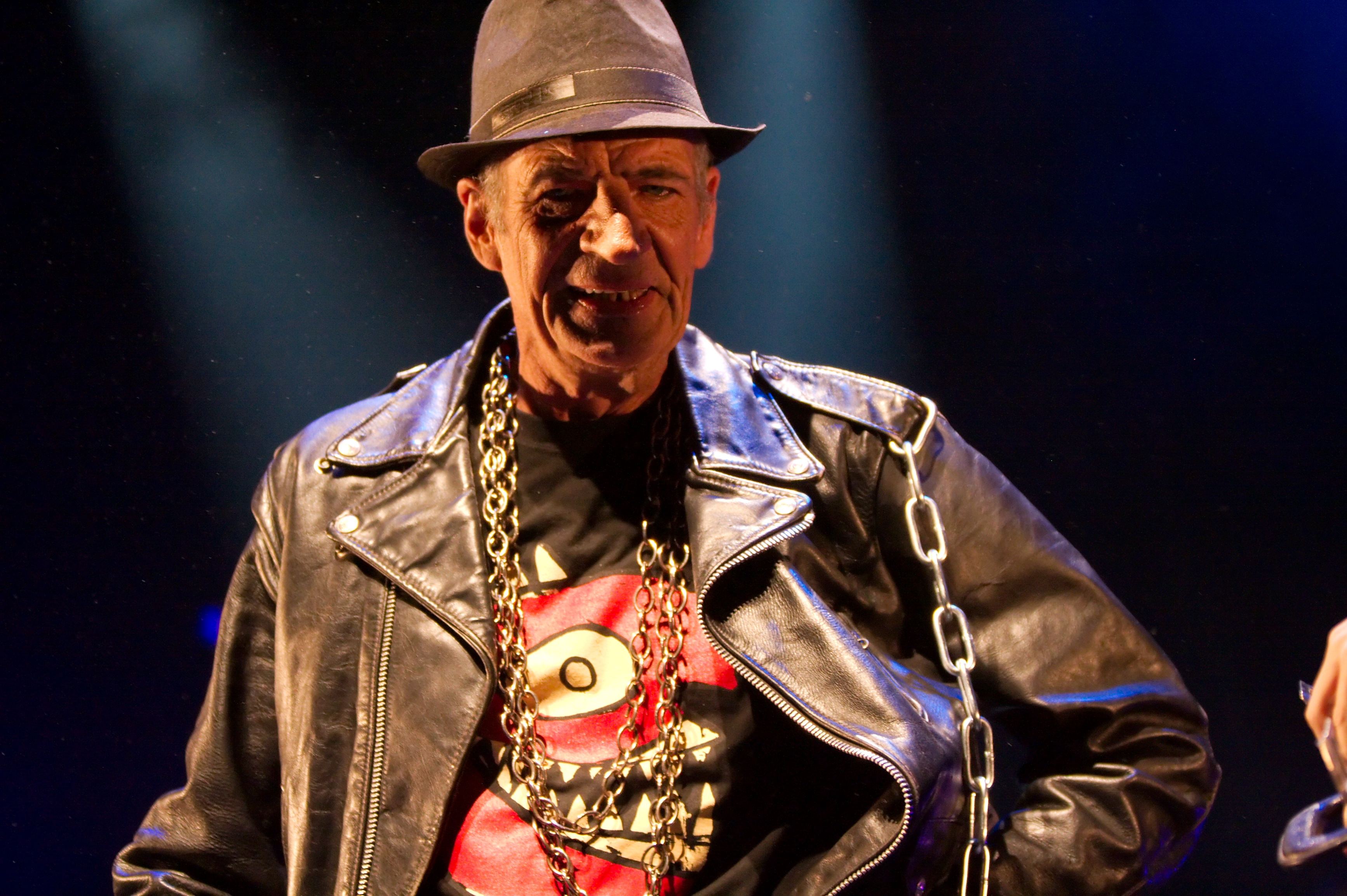
Christian Picard alias « Carton ».

Le groupe Raoul Petite a été créé à Apt en 1979. Le nom du groupe a été inspiré du visionnage d'un documentaire sur Frank Zappa au cours duquel celui-ci évoque la « road fatigue », que la compréhension approximative des membres du groupe a transformée en « Raoul petite » .
Après avoir assuré les premières parties de Jacques Higelin et Pierre Vassiliu en 1981, le groupe commence à se produire en tête d'affiche, des extraits de concerts sont diffusés à la télévision, notamment dans L’Écho des Bananes sur FR3. Raoul Petite passe à l'Olympia en 1984 et durant une semaine au Casino de Paris en 1986. Après un changement de musiciens, c'est à nouveau l'Olympia en 1989, puis l’Élysée Montmartre (1991), le Bataclan (1995) et des centaines de scènes en France et à l'international (Suisse, Belgique, Espagne, Italie, Hongrie, Canada, Allemagne). Le premier album sort en 1984 et est suivi de quatorze autres, dont trois compilations et plusieurs albums live.
Après de nombreux remaniements, le dernier concert de Raoul Petite a lieu le 10 août 2024. De la formation initiale, il ne reste alors plus que le chanteur Christian Picard. L'autre pilier du groupe, le guitariste-auteur-compositeur Frédéric Tillard, a quitté Raoul Petite courant 2003.
Christian « Carton » Picard décède le 28 février 2025 des suites de la maladie de Charcot diagnostiquée en 2024.

## Historique de la formation
| Date       | Chant                   | Chant                                             | Guitare                        | Batterie                          | Basse                           | Cuivres                                                     | Claviers            |
| ---------- | ----------------------- | ------------------------------------------------- | ------------------------------ | --------------------------------- | ------------------------------- | ----------------------------------------------------------- | ------------------- |
| 1980       | Christian Picard Carton | Odile Avezard                                     | Fred Tillard Bertrand Bernardi | Toto Incherman                    | Denis Bernardi                  | Maurice Ducastaing Bruno Huet                               |                     |
| 1981       | Christian Picard Carton | Odile Avezard Marjorie Savino                     | Fred Tillard François Delfin   | David Salkin Christophe Monthieux | Patrick Richard                 | Maurice Ducastaing Bruno Huet                               |                     |
| 1983       | Christian Picard Carton | Odile Avezard Marjorie Savino                     | Fred Tillard François Delfin   | David Salkin Christophe Monthieux | Patrick Richard Nicolas Fiszman | Maurice Ducastaing Bruno Huet                               | Nicolas Fiszman     |
| 1985       | Christian Picard Carton | Odile Avezard Marjorie Savino                     | Fred Tillard François Delfin   | David Salkin Christophe Monthieux | Patrick Richard                 | Maurice Ducastaing Bruno Huet                               | Hervé Bouffartigues |
| 1988       | Christian Picard Carton | Odile Avezard Marjorie Savino Marie Line Marolany | Fred Tillard Marc Ceccaldi     | Michel Mangiaracina               | Patrick Richard                 | Maurice Ducastaing Bruno Huet Christophe Dutret Marc Slyper | Alain Nicolas       |
| 1989       | Christian Picard Carton | Odile Avezard Marjorie Savino Marie Line Marolany | Fred Tillard Marc Ceccaldi     | Michel Mangiaracina               | Freddy Simbolotti               | Maurice Ducastaing Bruno Huet Jean-Baptiste Dobiecki        | Alain Nicolas       |
| 1992       | Christian Picard Carton | Agnès Puget Sylvie Xaména Irène Porcu             | Fred Tillard Marc Ceccaldi     | Michel Mangiaracina               | Freddy Simbolotti               | Maurice Ducastaing Fabien Cartalade                         | Alain Nicolas       |
| 1994       | Christian Picard Carton | Irène Porcu Kelly Ann Adamson                     | Fred Tillard Marc Ceccaldi     | Fred Sicard                       | Fred Fall                       | Maurice Ducastaing Fabien Cartalade                         | Alain Nicolas       |
| 1996       | Christian Picard Carton | Irène Porcu                                       | Fred Tillard Marc Ceccaldi     | Fred Sicard                       | Freddy Simbolotti               | Fabien Cartalade Christophe Jullian                         | Alain Nicolas       |
| 2000       | Christian Picard Carton | Irène Porcu                                       | Fred Tillard Marc Ceccaldi     | Stef Boutier                      | Freddy Simbolotti               | Fabien Cartalade Christophe Jullian                         | Alain Nicolas       |
| 2003       | Christian Picard Carton | Irène Porcu                                       | Marc Ceccaldi                  | Stef Boutier                      | Freddy Simbolotti               | Christophe Jullian Raphaël André                            | Alain Nicolas       |
| 2004       | Christian Picard Carton | Cathy Casy Juliette Masse                         | Marc Ceccaldi                  | Stef Boutier                      | Freddy Simbolotti               | Christophe Jullian Raphaël André                            | Alain Nicolas       |
| 2011       | Christian Picard Carton | Cathy Casy Juliette Masse                         | Marc Ceccaldi                  | Stef Boutier                      | Freddy Simbolotti               | Christophe Jullian Raphaël André                            | Alain Nicolas       |
| 2012       | Christian Picard Carton | Cathy Casy Juliette Masse                         | Marc Ceccaldi                  | Stef Boutier Mario Illa           | Freddy Simbolotti Klem Aubert   | Christophe Jullian Raphaël André                            | Alain Nicolas       |
| 2013       | Christian Picard Carton | Cathy Casy Juliette Masse                         | Marc Ceccaldi                  | Stef Boutier Mario Illa           | Freddy Simbolotti Klem Aubert   | Christophe Jullian Philippe Anicaux Tibo Biabo Manuel Rubio | Alain Nicolas       |
| 2014       | Christian Picard Carton | Cathy Casy Juliette Masse                         | Marc Ceccaldi                  | Mario Illa                        | Klem Aubert                     | Mathieu Esterni Tibo Biabo Manuel Rubio                     | Alain Nicolas       |
| 2015       | Christian Picard Carton | Cathy Casy Juliette Masse                         | Marc Ceccaldi                  | Mario Illa                        | Klem Aubert                     | Mathieu Esterni Tibo Biabo Manuel Rubio                     | Alain Nicolas       |
| 2016       | Christian Picard Carton | Cathy Casy Juliette Masse                         | Marc Ceccaldi                  | Mario Illa                        | Klem Aubert                     | Mathieu Esterni Tibo Biabo Manuel Rubio                     | Alain Nicolas       |
| 2017       | Christian Picard Carton | Cathy Casy Juliette Masse                         | Marc Ceccaldi                  | Mario Illa                        | Klem Aubert                     | Mathieu Esterni Tibo Biabo Manuel Rubio                     | Alain Nicolas       |
| 2018       | Christian Picard Carton | Cathy Casy Juliette Masse                         | Marc Ceccaldi                  | Mario Illa                        | Klem Aubert                     | Mathieu Esterni Tibo Biabo Manuel Rubio                     | Alain Nicolas       |
| 2019       | Christian Picard Carton | Cathy Casy Armelle de Tugny                       | Marc Ceccaldi                  | Mario Illa                        | Klem Aubert                     | Mathieu Esterni Tibo Biabo Manuel Rubio                     | Alain Nicolas       |
| 2020       | Christian Picard Carton | Cathy Casy Armelle de Tugny                       | Marc Ceccaldi                  | Mario Illa                        | Klem Aubert                     | Mathieu Esterni Tibo Biabo Manuel Rubio                     | Alain Nicolas       |
| Avril 2024 | Christian Picard        | Cathy Casy Armelle de Tugny                       | Marc Ceccaldi                  | Mario ILLA                        | Sylvain Terminiello             | Mathieu Esterni Tibo Biabo Manuel Rubio                     | Gaëlle Perez        |

## Musiciens en aout 2024
- Christian Picard "carton" : chant
- Mario Illa : batterie
- Gaelle Perez : Clavier
- Mathieu Esterni : trompette
- Tibo Biabo : trombone
- Manuel Rubio : saxophone
- Sylvain Terminiello : basse
- Marc Ceccaldi "markus" : guitare
- Juliette Masse "gueiko" : chant
- Cathy Casy : chant
- Armelle De Tugny : Chant

## Discographie

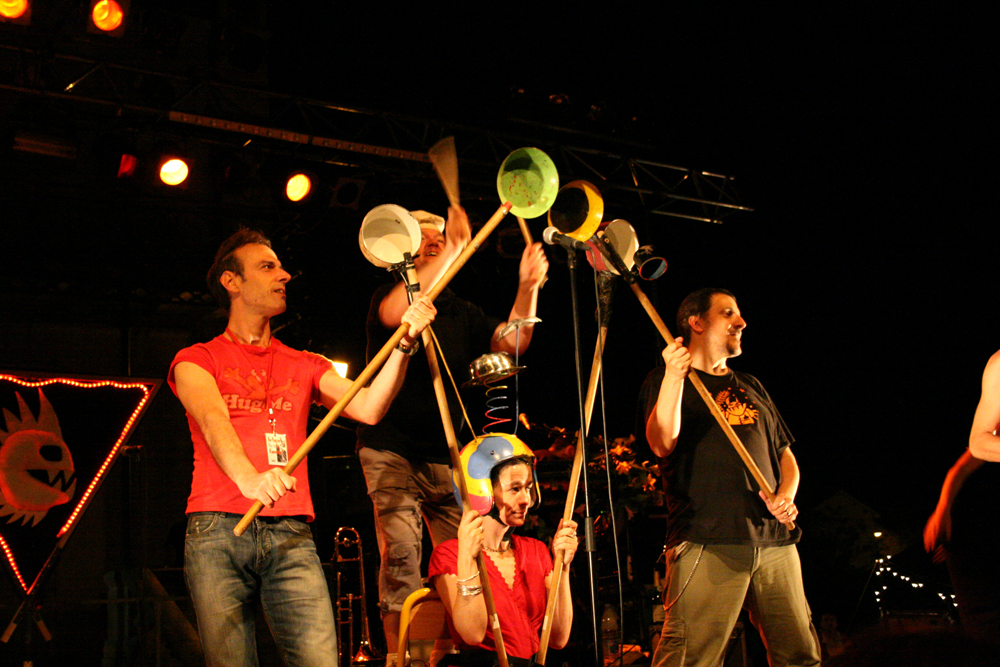
Raoul Petite en concert, l'innovation permanente.

- 1984 : C'est sûr si t'assures, c'est pas dur (la réédition CD contient le bonus Oh Louise !)
- 1985 : Vivant (live)
- 1989 : Karaï
- 1991 : Moulé à la louche
- 1994 : 
  - Plus fort les guitares (live)
  - Les Introuvables (live)
- 1995 : Têt de Krän
- 1998 : Rire c'est pas sérieux
- 2003 : Dans ton Kulte
- 2011 : Yes Futur ?
- 2017 : 
  - Le grand tout ou presque (Compilation Vol.1)
  - Best of Live 1980-2007
  - Le grand tout ou presque (Compilation Vol.2)
- 2020 : Ni Vieux, Ni Maître !
- 2023 : Road fatigue (Compilation triple live)

## Filmographie et clips
- 1984 : C'est sûr, si t'assures, c'est pas dur
- 1991 : Le muet
- 1992 : Raoul en Vélo (VHS)
- 2003 :
  - Faut y aller
  - Georges Cloné
- 2004 : No woman
- 2005 : La Grande Histoire de Raoul Petite (DVD + CD)
- 2007 : Raoul Petite Live à l'Usine (DVD)
- 2011 : Y'en a marre
- 2013 :Fouffe power attack
- 2016 : Ça fait mal
- 2017 : Va savoir
- 2020 :
  - Live session Naturalive
  - Amour Kamikaze
  - Music is the best
  - Dès que le virus se barre
- 2023 : Mamadou m'a dit